# Paul Fairclough
Paul Fairclough, född 31 januari 1950 i Liverpool, är en engelsk fotbollstränare för närvarande i Barnet FC samt England C.